# Miroľa
Miroľa é um município da Eslováquia, situado no distrito de Svidník, na região de Prešov. Tem 6,11 km² de área e sua população em 2018 foi estimada em 54 habitantes.

## Demografia
| Ano:        | 1994 | 2004    | 2014    | 2024    |
| ----------- | ---- | ------- | ------- | ------- |
| Broj ljudi: | 89   | 73      | 63      | 50      |
| Razlika:    |      | -17,97% | -13,69% | -20,63% |

| Ano:               | 2023 | 2024 |
| ------------------ | ---- | ---- |
| Número de pessoas: | 50   | 50   |
| Diferença:         |      | +0%  |